# Zespół Fanconiego
Zespół Fanconiego (zespół De Toniego–Debrégo–Fanconiego; łac. syndroma Fanconi) – choroba spowodowana defektem cewki bliższej nefronu (martwicą kanalików proksymalnych), powodującym zaburzenie resorpcji aminokwasów, glukozy, fosforanów, kwasu moczowego, cytrynianów, białek drobnocząsteczkowych oraz jonów magnezu, potasu, wapnia, HCO3− oraz wody.
Po raz pierwszy został opisany w połowie lat 30. XX w. przez Giovanniego De Toniego (1933), Roberta Debré (1934) i Guido Fanconiego (1936), i dotyczył dzieci z krzywicą nerkową, glukozurią oraz hipofosfatemią.

## Przyczyny
Zespół Fanconiego występuje jako:
- postać pierwotna (wrodzona) o typie dziedziczenia autosomalnym dominującym lub autosomalnym recesywnym
- postać wtórna (nabyta), która może wystąpić w przebiegu następujących chorób:
  - cystynoza
  - zespół Lowe’a
  - tyrozynemia
  - galaktozemia
  - fruktozemia
  - choroba Wilsona
  - szpiczak mnogi
  - zespół nerczycowy
  - torbielowatość nerek
  - zapalenie nerek cewkowo-śródmiąższowe
  - przeszczep nerek
  - zatrucia
    - ołowiem
    - rtęcią
    - kadmem

  - leki
    - gentamycyna
    - didanozyna
    - adefowir
    - tenofowir
    - cydofowir[6]
    - przeterminowane tetracykliny dają objawy podobne do zespołu Fanconiego

## Objawy
Objawy postaci pierwotnej (wrodzonej) są zależne od uszkodzenia cewki bliższej, co powoduje utratę fosforanów, jonów HCO3−, potasu i wody. Ich utrata powoduje powstanie hipofosfatemii, nerkowej kwasicy cewkowej, do których dołącza zaburzenie syntezy 1,25(OH)2D3 (aktywnej postaci witaminy D3).
Doprowadza to, do rozwoju krzywicy lub osteomalacji opornych na duże dawki witaminy D. Uszkodzenie kości jest nasilane przez pojawiającą się wtórnie kwasicę cewkową dalszą. Dochodzi ponadto do utraty potasu z moczem, które doprowadza do hipokaliemii oraz wskutek opornego na wazopresynę defektu zagęszczania moczu – pojawia się polidypsja i poliuria. Ostatecznie zaburzenia te doprowadzają do odwodnienia oraz wskutek zmian kostnych – do zaburzeń wzrostu. Występuje także aminoacyduria oraz glikozuria, które jednak nie mają klinicznego znaczenia. 
Objawy postaci wtórnej (nabytej) zależą przede wszystkim od choroby, w przebiegu której się pojawiają.
Rozwój zespołu Fanconiego powoduje zwykle dołączenie się dodatkowych objawów, takich jak ogólne osłabienie, wielomocz, bóle i zniekształcenia kości, złamanie patologiczne, zmniejszenie napięcia mięśni zależne od hipokaliemii.

## Rozpoznanie
Rozpoznanie polega na stwierdzeniu równoczesnego występowania w moczu:
- aminokwasów (aminoacyduria),
- wysokiego stężenia fosforanów (hipofosfatemia i hiperfosfaturia),
- cukru (glukozuria)
- kwasicy cewkowej

Pomocne mogą być zmiany radiologiczne w RTG kości, które wykazują objawy krzywicy lub osteomalacji.
W przypadku występowania tych objawów u osób dorosłych (postać wtórna) obowiązuje wykonanie badań pozwalających rozpoznać chorobę podstawową.

## Leczenie
leczenia polega na wyrównaniu zaburzeń homeostazy, będących wynikiem nadmiernej utraty substancji drogą nerkową. W tym celu stosuje się:
- fosforany podawane doustnie w dawce 0,5–3,0 g na dobę w 4–6 dawkach
- witaminę D3
- wodorowęglan sodu celem likwidacji kwasicy
- potas w przypadku jego niedoboru
- hydrochlorotiazyd

## Rokowanie
W postaciach pierwotnych dochodzi do rozwoju schyłkowej niewydolności nerek po upływie 10–20 lat (w przypadku cystynozy, która jest najczęstszą przyczyną dziecięcej postaci zespołu Fanconiego, do rozwoju niewydolności nerek dochodzi przed ukończeniem 10 roku życia).
W postaciach wtórnych rokowanie zależy od choroby podstawowej, w przebiegu której dochodzi do rozwoju objawów zespołu Fanconiego.